# Poljanen
Die Poljanen bzw. Polanen (ostslaw. Поляне) waren ein ostslawischer Volksstamm, der im Frühmittelalter im Norden der Zentralukraine auf beiden Seiten des Dneprs lebte.
Die Pol(j)anen werden von Nestor als ein großer und fortschrittlicher Stamm beschrieben. Laut Nestorchronik waren es die Pol(j)anen, bzw. ihre Anführer Kyj, Schtschek und Choryw und deren Schwester Lybid, die um 480 n. Chr. die Stadt Kiew gründeten.
Der nach 1000 bekannte Name Pol(j)anen leitet sich vom slawischen Wort pole ‚Feld‘ ab und bezieht sich auf ihren eher offenen Lebensraum (Ebene, Feld) (vgl. Polen, Polanen). Im Gegensatz dazu stammte die Bezeichnung der nördlicher wohnenden Drewlanen, die die dichten Wälder von Polesien bewohnten, von drewo ‚Holz‘ ab.
Die Pol(j)anen bildeten einen der Hauptbestandteile der Kiewer Rus und sind später in den modernen ostslawischen Völkern aufgegangen. Eine Zeit später, als die östlichen Poljanen nicht mehr erwähnt wurden, kam nach dem Jahre 1000 der Name der westlichen Polanen als Vorfahren der Polen auf.